# 박정빈 관련 교지
박정빈 관련 교지(朴廷賓 關聯 敎旨)는 경상남도 양산시 양산시립박물관에 있는, 가로가 긴 방저지(方楮紙)에 종서(縱書)로 쓰인 11점이다. 2016년 2월 4일 경상남도의 문화재자료 제615호로 지정되었다.

## 개요
박정빈은 조선 후기 경상남도 양산 출신의 문신으로 본관은 밀양(密陽), 자는 국빈(國賓), 호는 이우당(二憂堂)이다. 밀양 박씨 12중조의 한사람이자 고려말 공민왕 때 밀직부원군(密直府院君)을 지닌 박중미(朴中美)의 후손이며, 아버지는 박주한(朴柱漢), 할아버지는 (박동석)朴東奭, 증조할아버지는 박진립(朴振立)이다. 관직은 창원부사 외에도 현감·영장·방어사 등의 관직을 역임하였다.
양산시립박물관에 소장되어 있는 박정빈 관련 추증교지는 교지의 일반적인 양식인 가로가 긴 방저지(方楮紙)에 종서(縱書)로 쓰인 11점이다. 나머지 1점은 세로로 긴 붉은 색의 종이에 종서로 쓴 홍패로 1747년 박현보가 무과(병과) 95인으로 급제하였다는 교지이다.
박정빈은 조선후기인 18세기 전반에 창원, 부산 등을 비롯한 경남 일대에서 활동한 문신이다. 그에 대한 관련 문헌자료가 부족한 상황에서 『조선왕조실록』, 『승정원일기』, 『비변사등록』 등의 사료를 통해 확인되는 관직 등이 실제 조사본인 <박정빈 관련 교지>를 통해 정2품까지 올라 3대에 걸쳐 관직이 추증되었음을 확인할 수 있다.
따라서 조선후기 양산 지역의 출신 박정빈과 관련한 역사적 사료가 충분한 자료로서의 가치를 지니고 있다.

## 참고 자료
- 박정빈 관련 교지 - 국가유산청 국가유산포털